# Lại Văn Sâm
Lại Văn Sâm (sinh ngày 10 tháng 6 năm 1957) là một nam nhà báo, biên tập viên, nhà sản xuất truyền hình kiêm người dẫn chương trình truyền hình người Việt Nam.
Là một trong những người đầu tiên đề xuất đưa các trò chơi truyền hình trên kênh VTV3, ông được biết đến nhiều nhất với vai trò là người chỉ đạo sản xuất kiêm người dẫn chương trình cho các trò chơi truyền hình của VTV3 gồm SV, Trò chơi thi đấu liên tỉnh, Đấu trí, Đường lên đỉnh Olympia, Chiếc nón kỳ diệu, Hãy chọn giá đúng, Chúng tôi là chiến sĩ, Ai là triệu phú, Trò chơi âm nhạc, Không giới hạn – Sasuke Việt Nam, Quý ông đại chiến, Ký ức vui vẻ và Cơ hội cho ai. Ngoài ra, ông còn là người dẫn chương trình cho các trò chơi truyền hình do công ty Lasta Multimedia thực hiện.

## Sự nghiệp
Từ năm 1975 đến năm 1981, Lại Văn Sâm học tại Đại học Tổng hợp Tashkent, Liên Xô chuyên ngành ngôn ngữ Hindi. Sau đó, ông quyết định về Việt Nam lập nghiệp nhưng gặp không ít khó khăn khi tìm kiếm công việc phù hợp. Ông từng phải quay trở lại Nga để lao động xuất khẩu, làm phiên dịch nhưng sau cùng ông vẫn chọn về nước.

### 1987 - 2021: Hình thành và phát triển
Sau khi về nước năm 1987, ông phụ bán hàng cho mẹ vợ ở chợ Đồng Xuân, Hà Nội. Cuối năm 1987, ông đến thử việc tại VTV và làm biên dịch viên cho các bản tin thể thao của Liên Xô sang tiếng Việt, rồi được giao nhiệm vụ phụ trách biên tập và bình luận các chương trình thể thao của Liên Xô và thế giới hàng tuần. Đến đầu năm 1988, ông dừng làm việc tại đài truyền hình và quay về công việc cũ ở chợ Đồng Xuân.
Tháng 6 năm 1988, ông trở lại làm việc tại Đài Truyền hình Việt Nam đúng vào thời điểm Giải vô địch bóng đá châu Âu diễn ra tại Đức, vì lúc này VTV cần người để tường thuật, tổng kết các sự kiện. Trong thời gian này, điều kiện cơ sở vật chất của VTV đang còn thiếu thốn, các chương trình bình luận bóng đá thường chỉ là chương trình phát lại, công việc bình luận cũng khá vất vả vì thiếu nhân sự. Cũng trong năm đó, ông cùng Trần Tiến Đức, Vũ Huy Hùng được giao nhiệm vụ tường thuật trực tiếp các trận đấu của Thế vận hội Mùa hè 1988 tại Seoul, đó cũng là năm đầu tiên VTV tường thuật trực tiếp một sự kiện thể thao của thế giới. Khi ấy, việc tiếp cận thông tin về các đội bóng đá để tường thuật còn rất khó khăn, hầu như bình luận viên không có thông tin gì trước trận đấu về những đội tham gia. Năm 1990, ông ngưng việc bình luận thể thao để chuyển sang dẫn dắt chương trình V.K.T.
Năm 1992, Lại Văn Sâm ngừng công việc bình luận thể thao vì bận bịu trong vai trò quản lý, dù vậy ông vẫn dành thời gian cho niềm đam mê thể thao của mình. Những lần cổ vũ cho đội tuyển Việt Nam tại Đại hội Thể thao Đông Nam Á, ông cũng vẽ lên mặt những lá cờ, cũng hò reo hết mình và hòa vào không khí sôi động của khán đài. Ông còn là một người hâm mộ của câu lạc bộ Anh Liverpool.
Năm 1995, ông quyết định kết thúc chương trình V.K.T và chuyển hướng sang chuẩn bị cho ra một chương trình mới - SV 96. Năm 1996, ông cùng những người làm trong đội chuẩn bị lên sóng kênh VTV3 trong 1 tháng. Ngày 31 tháng 3 năm ấy, VTV3 chính thức lên sóng. Năm 1997, khi Ban Biên tập chương trình Thể thao, Giải trí và Thông tin Kinh tế của Đài được thành lập, ông giữ vai trò Trưởng ban. Ông cũng là Trưởng ban đầu tiên của Ban này.
Vì là một trong những người đầu tiên đề xuất đưa các trò chơi truyền hình trên kênh VTV3, nên ông còn là người dẫn chương trình đầu tiên của nhiều gameshow trên VTV3. Bên cạnh vai trò dẫn chương trình, ông còn đảm nhiệm vai trò chỉ đạo sản xuất, chịu trách nhiệm nội dung cho nhiều gameshow của VTV3.
Từ đầu tháng 7 năm 2017, ông chính thức nghỉ hưu tại Đài Truyền hình Việt Nam, nhưng ông vẫn dẫn một số chương trình của VTV như Ai là triệu phú, Mặt trời bé con (VTV3) và Lễ trao giải VTV Awards - Điểm hẹn 2017 (VTV1) cho đến hết cuối năm 2017.
Từ năm 2018 đến nay, Lại Văn Sâm đã và đang tham gia dẫn một số chương trình truyền hình thực tế, như Quý ông đại chiến, Ký ức vui vẻ và Cơ hội cho ai. Tần suất xuất hiện được nhiều khán giả đánh giá nhiều hơn cả thời điểm ông còn đương chức ở VTV. Bản thân nhà báo gạo cội cũng thừa nhận ông đắt show hơn sau khi về hưu.

### 2021 - 2022: Tạm ngừng hoạt động và nghỉ hưu vì lý do cá nhân
Từ tháng 5 năm 2021, sau khi làm MC ở tập cuối của chương trình Ký ức vui vẻ, Lại Văn Sâm tuyên bố tạm thời ngừng hoạt động và nghỉ hưu. Từ lúc đó, ông dành thời gian tập trung chăm sóc cho gia đình và ít hoạt động trên Facebook.

### 2022 - nay: Trở lại và thành công mới
Từ tháng 7 năm 2022, sau 1 năm vắng bóng trên truyền hình, Lại Văn Sâm đã chính thức quay trở lại với vai trò làm giám khảo của cuộc thi Khoảnh khắc gia đình trong chương trình Cuộc sống tươi đẹp. Đây là lần đầu tiên mà ông quay trở lại Đài Truyền hình Việt Nam với chức vụ mới kể từ sau 5 năm nghỉ hưu tại VTV. Từ tháng 5 năm 2023, Lại Văn Sâm đã chính thức quay trở lại với vai trò làm MC. Từ đó, ông chỉ dẫn một vài chương trình của VTV và một vài chương trình truyền hình thực tế.

## Một số chương trình truyền hình đã tham gia

### SV
Ông dẫn dắt chương trình ở 2 kỳ SV 96 và SV 2000.

### Trí tuệ Việt Nam
Ông dẫn dắt chương trình ở ba mùa giải đầu tiên.

### Trò chơi liên tỉnh
Ông cùng với Đỗ Hồng Cư dẫn dắt chương trình trong suốt thời gian lên sóng.

### Khách của VTV3
Trong suốt thời gian phát sóng, ông luôn là người dẫn dắt chương trình.

### Đấu trí
Ông cùng với nhà báo Tùng Chi dẫn dắt chương trình trong suốt thời gian lên sóng.

### Chiếc nón kỳ diệu
Ông đảm nhận dẫn dắt chương trình này trong khoảng thời gian từ lúc bắt đầu phát sóng cho đến hết ngày 14/7/2001. Từ ngày 21/7/2001, ông không phải ở vị trí này vì lý do bận việc cá nhân riêng của mình. Người kế nhiệm vị trí của ông là nhà báo Long Vũ. Nhưng đến ngày 14/5/2011, ông đã bất ngờ trở lại dẫn dắt chương trình kỷ niệm 10 năm phát sóng chương trình.

### Trò chơi âm nhạc
Bên cạnh MC Anh Tuấn, ông là nhân tố mới của chương trình vào số phát sóng kỷ niệm 2 năm chương trình lên sóng phiên bản mới và kỷ niệm 37 năm thành lập VTV.

### Hãy chọn giá đúng
Ông đảm nhận dẫn dắt chương trình này trong khoảng thời gian từ lúc bắt đầu phát sóng cho đến hết ngày 18/12/2004. Từ ngày 25/12/2004, ông không phải ở vị trí này vì lý do bận việc cá nhân riêng của mình. Người kế nhiệm vị trí của ông là nhà báo Lưu Minh Vũ. Nhưng đến ngày 30/3/2014, ông đã bất ngờ trở lại dẫn dắt chương trình kỷ niệm 10 năm phát sóng chương trình và kỷ niệm 18 năm thành lập kênh VTV3.

### Ai là triệu phú
Ông đảm nhận dẫn dắt chương trình này trong khoảng thời gian từ lúc bắt đầu phát sóng cho đến hết cuối năm 2017. Sau khi ông chính thức nghỉ hưu từ đầu năm 2018, người kế nhiệm vị trí của ông là nhà báo Phan Đăng.

### Ai là triệu phú - Ghế nóng
Trong suốt thời gian lên sóng phiên bản Ghế nóng, ông luôn là người dẫn dắt chương trình.

### Chúng tôi là chiến sĩ
Ông đồng hành cùng với MC Hoàng Linh trong khoảng 3 năm đầu tiên.

### Không giới hạn - Sasuke Việt Nam
Ông dẫn dắt chương trình cùng với MC Nguyên Khang ở mùa đầu tiên, và còn là MC khách mời ở mùa thứ 5 cùng với MC Thành Trung.

### 12 con giáp
Ông dẫn dắt chương trình trong khoảng 9 năm đầu tiên.

### Giai điệu tự hào
Ông dẫn dắt chương trình trong năm 2016.

### Mặt trời bé con
Ông dẫn dắt chương trình trong suốt thời gian lên sóng.

### Quý ông đại chiến
Ông dẫn dắt chương trình ở mùa đầu tiên.

### Ký ức vui vẻ
Ông dẫn dắt chương trình ở 3 mùa đầu tiên.

### Cơ hội cho ai
Ông dẫn dắt chương trình ở mùa đầu tiên.

### Sống ở mỏ
Ông dẫn dắt chương trình trong suốt thời điểm phát sóng.

### Cà phê sáng với VTV3
Ông cùng với các MC khác dẫn dắt chương trình trong suốt thời gian lên sóng.

## Giám khảo
- SV 2012, SV 2016 và SV 2020 - VTV3
- Siêu trí tuệ Việt Nam - HTV2
- Chuyên gia Ngoại Hạng nhí - K+
- Khoảnh khắc gia đình (một phần trong chương trình Cuộc sống tươi đẹp) - VTV3

## Một số sự kiện
- Hoa hậu Toàn quốc Báo Tiền Phong 1998
- Đêm cuối năm - Cây lộc vừng
- Phóng sự: Côn Đảo ngày trở về
- Hà Nội - Moscow Bài ca chiến thắng
- Hành trình theo chân Bác

## Khách mời
- Có hẹn cùng thanh xuân - VTV3
- Cuộc sống thường ngày - VTV1

## Giải thưởng
- Ngày 5 tháng 10 năm 2008, Lại Văn Sâm được nhận giải thưởng "Người dẫn chương trình gameshow được yêu thích nhất" của Đài Truyền hình Việt Nam theo kết quả của cuộc bầu chọn do Tạp chí Truyền hình tổ chức.
- Năm 2017, Lại Văn Sâm được nhận Huân chương Lao động hạng nhất.[9]

## Sự cố
- Năm 2010, tại Đại hội Điện ảnh Việt Nam quốc tế, Lại Văn Sâm đã dịch sai phần tiếng Anh những gì mà Ngô Ngạn Tổ nói.[10][11]

## Gia đình
Lại Văn Sâm có con trai là đạo diễn Lại Bắc Hải Đăng, hiện đang là Phó trưởng Ban Văn hóa - Giải trí (VTV3), Đài Truyền hình Việt Nam. Trước khi giữ chức vụ như hiện nay, con trai của nhà báo từng giữ chức Phó giám đốc Trung tâm Truyền hình Việt Nam tại Thành phố Hồ Chí Minh (VTV9).